# ハート・オブ・ディクシー ドクターハートの診療日記
『ハート・オブ・ディクシー ドクターハートの診療日記』（Hart of Dixie） は、2011年9月26日にCWテレビジョンネットワークで初回放映されたアメリカのコメディ-ドラマのテレビシリーズ。主人公のゾーイ・ハートは、心臓外科医になる夢が破れ小さい診療所の仕事を受けるため南部の町アラバマ州ブルーベルを訪れる……。
シリーズ製作は「ゴシップガール」、「The O.C.」の監督、脚本で知られるレイラー・ガーシュタイン、主演はドラマ「The O.C.」で人気を得たレイチェル・ビルソン。Dixieは一般に「ディキシー」と表記されることが多いが、ここではDlifeによる日本初放送時の表記に合わせ、「ディクシー」とする。

## 概要

### シーズン1
早口のニューヨーカーで、新米医師のゾーイ・ハートは医学部を首席で卒業したあと、父の後を継ぎ、心胸郭外科医になる予定だった。しかし、その夢が破れ、ゾーイは見知らぬ人、ハーレー・ウィルクス医師からアラバマ州ブルーベルにある小さな診療所で一緒に開業する申し出を受け入れることにした。ゾーイはこの小さな湾岸の町に到着したが、ハーレーがすでに亡くなっており、遺言で診療所の半分が彼女のものになっていることを知る。
ゾーイは南部人は言われているように親切でないことを知る—もう一人の医者ブリック・ブリーランドは若い外部の医者と診療所を共有することを嫌がり、その娘のレモンは南部美人だが、その優しい性格がゾーイに会ったとたん意地悪になった。ゾーイの数少ない味方は元アメフトのスターで町長のラヴォン・ヘイズ、不良っぽい隣人ウェイド・キンセラ、ハンサムな弁護士ジョージ・タッカー（たまたまレモンの婚約者）であった。ゾーイは気力が尽きて荷物を纏めて出ていこうとしたが、気位の高いニューヨークの母親が訪ねてきたことで、ゾーイはブルーベルに暫く留まることを決意し、小さな町の生活や自分も気づかなかった自己の側面を発見する。

### シーズン2
第2シーズンはゾーイのジョージとウェイド（最近一緒に寝た）の間で気持ちが揺れ動くことから始まる。 ゾーイはジョージが恋愛の準備ができていないと判断し、ウェイドと交際を始める。

## キャスト

### メインキャスト
ゾーイ・ハート医師
演：レイチェル・ビルソン、吹替：坂本真綾
ゾーイは父親のように心臓外科医になりたいと望んでいる。ニューヨーク病院で4年間レジデントを経験したあと、経験不足という理由で、フェローの職を得ることができなかった。そこで南部へ移り住みアラバマ州ブルーベルという町で小さな診療所で働くこととした。実の父親がその職を与えてくれたと知り、ゾーイは父のことを知るため診療所で働くことを決意する。頭の回転が速く、早口で喋るが、自尊心の高い南部人気質を理解していないため、彼女はしばしば問題を起こす。ゾーイはジョージに気を寄せているが、彼がその気になるまで行動を起こさないと決める。ウェイドとは恋人未満の友人であったが、シーズン2では彼とだけ交際することになる。
レモン・ブリーランド
演：ジェイミー・キング、吹替：小松由佳
町の医者ブリック・ブリーランドの娘。ジョージ・タッカーと婚約していたが、ジョージがニューヨークに住んでいた頃ラヴォンとも交際していた。レモンは、自尊心が高く、保守的で、やや神経質で、初対面のときからゾーイに深いライバル心を燃やす。なぜならゾーイは彼女の「完璧な」人生の邪魔をしていると考えているからで、考え方の相違から2人はしばしば衝突する。
ラヴォン・ヘイズ
演：クレス・ウィリアムズ、吹替：藤真秀
ブルーベルの町長で10年間NFLでラインバッカーとしてプレーしていた。バート・レイノルズというペットのワニを飼っている。ラヴォンはジョージの婚約者レモンと親密な関係であったことが第1シーズンで明らかになる。ラヴォンは、ゾーイとの緊密な友情を持つようになり、しばしば、地元の気質について、ゾーイに有意義な助言を与える。
ウェイド・キンセラ
演：ウィルソン・ベゼル、吹替：川田紳司
バーテンダーで肉体労働者でゾーイの隣人。ウェイドがゾーイと最初に出会ったのは、彼の家のパーティでゾーイの家の電源が吹き飛んだときだった。 一風変わった性格の持ち主である。最初は、彼はステレオタイプで、自尊心の高いレッドネックで、楽しいことが好きで、子どもっぽく、野心がなく、女たらしで、皮肉屋なバーテンダーで、何も気にしない人間かと思われた。しかし、徐々に彼は非常に洗練された人格を持ち、自分の周りの人々を気に掛けるが、自分の感情を出さないよう努力していることがわかった。ゾーイにぞっこんである様に見えるが、自分の生活様式と変えたと考え、ゾーイへの野心をもつが彼女への気持ちは隠そうとしている。 ゾーイの友人、ジョージへの思いに気づいていたが、ゾーイに見返りを求めることなく全てを与えていた。シーズン2では、ゾーイと恋人関係にある。
ブリック・ブリーランド
演：ティム・マシスン、吹替：内田直哉
レモンの父であり、医師、ブルーベル診療所の半分を所有している。ゾーイの医療診断と南部人の優しさへの経験不足を批判する。（準レギュラー1-14話、レギュラーキャスト15 -現在）
ジョージ・タッカー
演：スコット・ポーター、吹替：土田大
ジョージは、元レモンの婚約者。弁護士であるジョージはブルーベルの故郷に帰る前は、ニューヨークの大手法律事務所で働いていた。彼とゾーイは頻繁に出くわす。ジョージは高校時代に会って素晴らしい人だったから、レモンと結婚するとゾーイに言った。にもかかわらず、最終的にはゾーイに思いを寄せ始める。ラヴォンとレモンの情事を知った後、彼はニューオーリンズのバーでゾーイとキスし、レモンとの結婚式を中止した。

### 準レギュラー
ローズ・ハッテンバーガー
演：マッカリー・ミラー、吹替：山口理恵
ゾーイを賞賛する十代の少女。非常に頭が良いため、仲間や両親から疎外されていると感じている。
マグノリア・ブリーランド
演：クラウディア・リー
レモンの十代の妹でブリックの末娘。エピソードThe Undead & The Unsaid"で両親からの注意を得ようとする、荒れた少女と描かれた。彼女はローズとライバルになることもある。ジョージが婚約を破棄したとき、レモンを慰めた優しい面もある。
トム・ロング
演：ロス・フィリップス、吹替：佐々木啓夫
ゾーイに片思いをするが、ワンダと交際を始めるオタク青年。
アナベス・ナス
演：ケイトリン・ブラック、吹替：田中里和
レモンズ・サザン・ベルズのメンバーで、レモンの親友。かつてゾーイと仲良しだったが、地元のサザン・ベルズ・チャプターで高い地位を得た後、彼女との付き合いをやめた。シーズン2では、ラヴォンに気を寄せるが、レモンの彼との関係のため、考えを変える。
クリケット
演：ブランディ・バークハート、吹替：川島悠美
レモンズ・サザン・ベルズのメンバー。彼女は非常にレモンの影響を受けている。
ダッシュ・デウィット
演：レジナルド・ヴェルジョンソン、吹替：赤城進
地元の新聞記者の長。町のイベントでは司会を担当する。
ワンダ
演：マロリー・モイエ、吹替：岡田栄美
トムの恋人。
ルビー・ジェフリーズ
演：ゴールデン・ブルックス、吹替：本田貴子
ラヴォンの高校時代の元恋人で、町長の対抗馬として立候補する。レモンのライバルであるゾーイと仲良しである。 （シーズン2）
シェリー・Ng
演：デボラ・S・クレイグ
地元のレストラン "ラマー・ジャマー"のウェイトレスで、ウェイドの同僚。 （シーズン1）
アディー・ピケット
演：エイサー・デイビス
診療所の受付。しばしばゾーイにアドバイスする。 （シーズン1）
ディディ・ルアノ
演：ナディーン・ベラスケス、吹替：川島悠美
もともと診療所の受付であったが、後でアディーに置き換えられた。その後、ジョージの秘書の仕事を得る。ラヴォンとつきあったり離れたりの関係にあった。頭があまりよくなく、おしゃべりだと知られている。 （シーズン1）
エミリー・チェイス
演：メアリー・ページ・ケラー
ジャドソン・ライオンズ
演：ウェズ・ブラウン
ジャドソンはブルーベルの地元の獣医師である。一時期ニューヨークから来たゾーイの親友ジジと寝ていたが、ゾーイにロマンチックな関心を強く示していた。 （シーズン1）
ウォーリー・メイナード
演：ジョン・マーシャル・ジョーンズ、吹替：中村浩太郎
ラマージャマーのオーナー。ウェイド達から慕われていたが、自分の新たな生き方を模索するためにラマージャマーを売りに出す。（シーズン2）
シェルビー
演：ローラ・ベル・バルベンディ、吹替：優希
町のイベントを通してブリックと懇意になったレモンと同年代の女性。後に周囲の反対を押し切ってブリックと婚約する。（シーズン2）
ビル保安官
演：ジョン・エリック・ベントリー、吹替：赤城進
ブルーベルの保安官。アディの恋人。

## エピソード一覧

### シーズン一覧
| シーズン | シーズン | エピソード | 米国での放送日                | 米国での放送日                |
| シーズン | シーズン | エピソード | 初回                          | 最終回                        |
| -------- | -------- | ---------- | ----------------------------- | ----------------------------- |
|          | 1        | 22         | 2011年9月26日                 | 2012年5月14日                 |
|          | 2        | 22         | 2012年10月2日                 | 2013年5月7日                  |
|          | 3        | 22         | 2013年10月7日                 | 2014年5月16日                 |
|          | 4        | 10         | 2014年12月15日                | 2015年3月27日                 |
| トータル | トータル | 76         | 2011年9月26日 – 2015年3月27日 | 2011年9月26日 – 2015年3月27日 |

### シーズン1 （2011年 - 2012年）
| 通算 | 話数 | タイトル                  | 原題                         | 監督                       | 米国放送日     | 視聴者数 (万人) |
| ---- | ---- | ------------------------- | ---------------------------- | -------------------------- | -------------- | --------------- |
| 1    | 1    | ディクシーからの便り      | Pilot                        | Jason Ensler               | 2011年9月26日  | 188             |
| 2    | 2    | パレードの邪魔者          | Parades & Pariahs            | Jason Ensler               | 2011年10月3日  | 175             |
| 3    | 3    | ガンボコンテスト          | Gumbo & Glory                | アンドリュー・マッカーシー | 2011年10月10日 | 157             |
| 4    | 4    | 真夏の出来事              | In Havoc & In Heat           | デヴィッド・ペイマー       | 2011年10月17日 | 165             |
| 5    | 5    | 信仰と不貞                | Faith & Infidelity           | Ron Lagomarsino            | 2011年10月24日 | 201             |
| 6    | 6    | 死人に口なし              | The Undead & The Unsaid      | トム・アマンデス           | 2011年11月7日  | 145             |
| 7    | 7    | ディクシーの恋愛騒動      | The Crush & The Crossbow     | デヴィッド・ペイマー       | 2011年11月14日 | 162             |
| 8    | 8    | 愛しの故郷ブルーベル      | Homecoming & Coming Home     | Jeremiah Chechik           | 2011年11月21日 | 177             |
| 9    | 9    | ブルーベルの海賊祭        | The Pirate & The Practice    | Joe Lazarov                | 2011年11月28日 | 190             |
| 10   | 10   | 晴れの日の髪型            | Hairdos & Holidays           | デヴィッド・ペイマー       | 2011年12月5日  | 181             |
| 11   | 11   | 南部の美女たち            | Hell's Belles                | Janice Cooke               | 2012年1月23日  | 123             |
| 12   | 12   | ゾーイは秘密の愛人?       | Mistress & Misunderstandings | James Hayman               | 2012年1月30日  | 154             |
| 13   | 13   | ゾーイのダンスのお相手は? | Sweetie Pies & Sweaty Palms  | Patrick Norris             | 2012年2月6日   | 152             |
| 14   | 14   | 愛する人へのウソ          | Aliens & Aliases             | トム・アマンデス           | 2012年2月13日  | 164             |
| 15   | 15   | ブルーベルの雪と運命の人  | Snowflakes & Soulmates       | Andy Wolk                  | 2012年2月20日  | 157             |
| 16   | 16   | それぞれの思い            | Tributes & Triangles         | Joe Lazarov                | 2012年2月27日  | 141             |
| 17   | 17   | もう一人のドクターハート  | Heart to Hart                | ティム・マシスン           | 2012年4月9日   | 120             |
| 18   | 18   | レモンの裏切り            | Bachelorettes & Bullets      | Patrick Norris             | 2012年4月16日  | 137             |
| 19   | 19   | 二人だけの思い出          | Destiny & Denial             | デヴィッド・ペイマー       | 2012年4月23日  | 128             |
| 20   | 20   | 因縁の四角関係            | The Race & The Relationship  | Ron Lagomarsino            | 2012年4月30日  | 139             |
| 21   | 21   | さよなら、ブルーベル      | Disaster Drills & Departures | Jeremiah Chechik           | 2012年5月7日   | 137             |
| 22   | 22   | 決断の日                  | The Big Day                  | ティム・マシスン           | 2012年5月14日  | 160             |

### シーズン2 （2012年 - 2013年）
| 通算 | 話数 | タイトル                       | 原題                                    | 監督                 | 米国放送日     | 視聴者数 (万人) |
| ---- | ---- | ------------------------------ | --------------------------------------- | -------------------- | -------------- | --------------- |
| 23   | 1    | 揺れ動く心                     | I Fall to Pieces                        | ティム・マシスン     | 2012年10月2日  | 153             |
| 24   | 2    | 離ればなれの思い               | Always on My Mind                       | Anton Cropper        | 2012年10月9日  | 119             |
| 25   | 3    | 幸せを求めて                   | If It Makes You Happy                   | エロディ・キーン     | 2012年10月16日 | 140             |
| 26   | 4    | 疑いの気持ち                   | Suspicious Minds                        | John Stephens        | 2012年10月23日 | 132             |
| 27   | 5    | ブルーベルの眠れぬ夜           | Walkin' After Midnight                  | Joe Lazarov          | 2012年10月30日 | 141             |
| 28   | 6    | あなたへ続く道                 | I Walk the Line                         | ティム・マシスン     | 2012年11月13日 | 162             |
| 29   | 7    | ゾーイに夢中!                  | Baby, Don't Get Hooked on Me            | マイケル・シュルツ   | 2012年11月20日 | 123             |
| 30   | 8    | 失恋の痛み                     | Achy Breaky Hearts                      | Janice Cooke         | 2012年11月27日 | 139             |
| 31   | 9    | 恋愛の火花                     | Sparks Fly                              | Norman Buckley       | 2012年12月4日  | 160             |
| 32   | 10   | ブルー・ブルーベル・クリスマス | Blue Christmas                          | Patrick Norris       | 2012年12月11日 | 141             |
| 33   | 11   | 南部の開拓祭                   | Old Alabama                             | デヴィッド・ペイマー | 2013年1月15日  | 137             |
| 34   | 12   | 海流の中の島々のように         | Islands in the Stream                   | Joe Lazarov          | 2013年1月22日  | 145             |
| 35   | 13   | 恋の病とインフルエンザ         | Lovesick Blues                          | Ron Lagomarsino      | 2013年1月29日  | 132             |
| 36   | 14   | 懐かしのカントリーロード       | Take Me Home, Country Roads             | Jeremiah Chechik     | 2013年2月5日   | 144             |
| 37   | 15   | 運命のバンド・バトル           | The Gambler                             | Jim Hayman           | 2013年2月19日  | 137             |
| 38   | 16   | 進むべき道                     | Where I Lead Me                         | Kevin Mock           | 2013年2月26日  | 138             |
| 39   | 17   | 本気の別れ                     | We Are Never Ever Getting Back Together | デヴィッド・ペイマー | 2013年3月5日   | 150             |
| 40   | 18   | ブルーベルの春休み             | Why Don't We Get Drunk?                 | Rebecca Asher        | 2013年4月9日   | 120             |
| 41   | 19   | 運命のキス                     | This Kiss                               | Bethany Rooney       | 2013年4月16日  | 130             |
| 42   | 20   | 明日という日が来ないなら       | If Tomorrow Never Comes                 | Jim Hayman           | 2013年4月23日  | 110             |
| 43   | 21   | 出会いを求めて                 | I'm Moving On                           | Janice Cooke         | 2013年4月30日  | 120             |
| 44   | 22   | 新たな旅立ち                   | On the Road Again                       | ティム・マシスン     | 2013年5月7日   | 119             |

## 制作
2011年2月1日、CWがハート・オブ・ディクシー のパイロット版を注文したことが発表された。5月17日に、CWはHart of Dixie を正式にシリーズとして採用し、2011年秋の放送が決定された。制作総指揮のジョシュ・シュワルツ、主演のレイチェル・ビルソンが一緒に仕事をするのはこれで2回目である。2人が最初に一緒に仕事をしたのは、シュワルツ制作のFoxのティーンドラマThe O.C. である。制作総指揮の ジョシュ・シュワルツは、番組をThe WB の古典 フェリシティの青春 , エバーウッド 遥かなるコロラド 、ギルモア・ガールズ と比較した。
The CWの2011秋のスケジュールでハート・オブ・ディクシー は東部時間月曜日の9:00 pm/中西部時間8:00 pmにゴシップガール の後に放送されることが発表された。番組は、2011年9月26日（月曜日）に初回放送された。2011年10月12日にシリーズは、21つのエピソードからなるフルシーズンが決定された。他のCWドラマと一緒に、マーク・ペドウィッツは「これらのドラマの創造的な力強さを信じており、9話の注文をしたので、視聴者にすべてのドラマでフルシーズンをお楽しみいただくチャンスを提供している」と述べた。2012年5月11日に、CWは番組を第二シーズンにリニューアルした。2012年10月2日に初回放送された。

### 配役
2011年2月8日、TV Lineは、レイチェル・ビルソンが、シリーズに出演する契約に近づいていると報じた。彼女の役はCWによるその後のプレスリリースで確認された。すぐその後、ウィルソン・ベセルがウェイドキンセラ役、Zoeの「イケメンで不良少年」の隣人としてキャストに加わった。スコット・ポーターは後に、ビルソンが思いを寄せるハンサムな弁護士ジョージ・タッカーとしてキャスティングされた。
2011年5月20日ナンシー・トラビスは20世紀Fox制作のABCシットコムラストマン・スタンディング に集中するため、番組から降板することが発表された。トラビスは、最初の2つのエピソードの後からは脚本から消された。メレディス・モンローはレモンの疎遠になった母親として、1つのエピソードに登場した。ジョベス・ウィリアムズはビルソンが演じる役の母親キャンディス・ハートとしての2つのエピソードに登場した。

## 評価

### 批評家による評価
番組はMetacriticから43/100の賛否両論の評価を受けている。
TVGuide.comは番組を「たどりつけばアラスカ」の南部版 "サザン・エクスポージャ "と説明し、その後のレビューで俳優たちは単に可愛いだけじゃないが、ビルソンは心臓外科医としては説得力に掛けると述べた。TVGuide.comとUSA Today ノロバート・ビアンコは番組は南部の人達に不快感を与える可能性があると述べた。ビアンコはさらに、番組は底が浅く、こじつけが多い、例えば、ビルソンが自分をドクターと呼ぶ時驚いたような演技をし説得力に欠けると述べた。ハリウッド・リポーター ティム・グッドマンは、番組は先が読めるし表面的であるが、「意外に感動的」だと述べた。グッドマンと Variety のブライアン・ローリーはビルソンは医師のようには見えないと述べた。グッドマンはビルソンは「高級娼婦」のようだと述べ、ローリーは、「バービー人形」の夢のお医者さんのようだと述べた。
The New York Times で、批評家のゲンズリンガーは「...初回放映は少なくとも、ぶつかりあうヒモ--都会のネズミのめまい、医療の緊急事態、女の喧嘩、父親の問題、若くて綺麗でどこにでもあるもの--を説得力を持ってバランスできていないと述べた。Los Angeles Times のレビューアー・メアリ・マクナマラは番組は「見慣れたシナリオを組み合わせてそれほど悪くない、綺麗な、大きなキルトのようだ」と述べた。TVLineは番組は「エバーウッド 的」と述べた。TVLineは後で「暖かく心地よい調子で美しく撮影され、南部の設定は輝くビルソンを完全に包んでいる」と述べ、ポーターの出演は「視聴者を惹きつけ、粗野な導入部を忘れさせ、ロマンチック・コメディのクリシェにもかかわらず、第一話はゾーイの物語の主要人物を非常に効率的に紹介し、物語がどう進むかの骨組みを示した」と述べた。Tv Times 誌はハート・オブ・ディクシー に2011–2012での最低スコア12/100を与えた。

### 受賞
| 年   | 賞                    | カテゴリー         | 受賞者と候補者       | 結果       |
| ---- | --------------------- | ------------------ | -------------------- | ---------- |
| 2011 | E! ゴールデン本塁打賞 | 楽しみな秋の新番組 | ハートオブディクシー | ノミネート |

### 視聴率
| シーズン | タイムスロット（ET） | エピソード | 初演          | 初演                      | 終了          | 終了                        | TV season | 順位 | 視聴者 （単位：百万） |
| シーズン | タイムスロット（ET） | エピソード | 日付          | 初回視聴者 （単位：百万） | 日付          | 最終回視聴者 （単位：百万） | TV season | 順位 | 視聴者 （単位：百万） |
| -------- | -------------------- | ---------- | ------------- | ------------------------- | ------------- | --------------------------- | --------- | ---- | --------------------- |
| 1        | 月曜日21:00          | 22         | 2011年9月26日 | 1.88                      | 2012年5月14日 | 1.60                        | 2011-2012 | 182  | 1.77                  |
| 2        | 火曜日の午後8時      | 22         | 2012年10月2日 | 1.53                      | 2013年5月7日  | 未定                        | 2012-2013 | 未定 | 未定                  |

## 米国以外の放送
| カントリー       | 放送局       | 初回放送       | 時間帯                            |
| ---------------- | ------------ | -------------- | --------------------------------- |
| チリ             | Glitz*       | 2012年7月4日   | 午後9:00毎週水曜日                |
| オーストラリア   | Fox8         | 2012年1月7日   | 20:30 7時月曜日                   |
| ブラジル         | Glitz*       | 2012年7月4日   | 午後9:00毎週水曜日                |
| カナダ           | CHCH         | 2011年9月26日  | 午後8時月曜日、ET                 |
| デンマーク       | Kanal 4      | 2012年5月28日  | 午後8時月曜                       |
| フランス         | June         | 2012年12月11日 | 20:40で火曜日                     |
| ドイツ           | Sixx         | 2013年4月8日   | 21:20で月曜日                     |
| アイルランド     | TV3          | 2012年5月13日  | 午後6時30分日曜日                 |
| イスラエル       | HOT3         | 2013年1月6日   | 午後7時30分日曜日                 |
| イタリア         | Mya          | 2012年5月27日  | 21:15時日曜日                     |
| アルゼンチン     | Glitz*       | 2012年7月4日   | 午後9:00毎週水曜日                |
| ニュージーランド | TV2          | 2012年8月5日   | 日曜午後5時30分                   |
| フィリピン       | 2nd Avenue   | 2011年9月29日  | 午後8時木曜                       |
| 南アフリカ共和国 | M-Net Series | 2012年2月10日  | 午後8時30分金曜日                 |
| スウェーデン     | Kanal 5      | 2012年7月31日  | 午後8時火曜日                     |
| アラブ世界       | MBC 4        |                |                                   |
| イギリス         | Really       | 2012年4月30日  | 午後8時月曜                       |
| ポーランド       | Fox Life     | 2012年11月18日 | 午後9時月曜日                     |
| ポルトガル       | AXN White    |                | 午後9時日曜日、再放送毎週木曜21時 |
| スペイン         | AXN White    |                | 日曜21時30分                      |

```
 
日本
```